# Przedsiębiorstwo Komunikacji Samochodowej w Lublińcu
Przedsiębiorstwo Komunikacji Samochodowej w Lublińcu Sp. z o.o. w likwidacji – byłe przedsiębiorstwo zajmujące się usługami związanymi z transportem pasażerskim, ponadto świadczyło także usługi związane z transportem towarowym oraz wynajmu autokarów. Przedsiębiorstwo miało swoją siedzibę w Lublińcu przy ulicy Niegolewskich 5.
Spółka działała pod firmą: Przedsiębiorstwo Komunikacji Samochodowej spółka z ograniczoną odpowiedzialnością w Lublińcu. Skrót firmy brzmiał: PKS w Lublińcu sp. z o.o.
Spółka należała w całości do Skarbu Państwa, podlegała Ministerstwu Infrastruktury i Budownictwa.
Podstawowym przedmiotem działalności Spółki był transport lądowy pasażerski.

## Historia
- 1952 – Stacja Terenowa PPKS w Częstochowie.
- 1 stycznia 1979 – przekształcenie Stacji Terenowej w Oddział PPKS w Katowicach. Oderwanie od PPKS w Kluczborku i włączenie do PPKS w Lublińcu Placówki Terenowej w Oleśnie.
- 1 lipca 1990 – usamodzielnienie PPKS w Lublińcu.
- 15 grudnia 2004 – komercjalizacja.
- 30 grudnia 2004 – wpis do KRS, pod numerem 0000225406.
- 23 listopada 2017 – wszczęcie likwidacji. W tym momencie stan zatrudnienia wynosił 50 pracowników etatowych i 30 na zlecenie[1]
- 1 lutego 2018 – koniec obsługi linii autobusowych[2]
- 6 lutego 2018 – rozpoczęcie wyprzedaży składników majątku przedsiębiorstwa